# Mamma Gógó
Pour plus de détails, voir Fiche technique et Distribution.
Mamma Gógó est un film islandais réalisé par Friðrik Þór Friðriksson, sorti en 2010.

## Fiche technique
- Titre : Mamma Gógó
- Réalisation : Friðrik Þór Friðriksson
- Scénario : Friðrik Þór Friðriksson
- Musique : Hilmar Örn Hilmarsson
- Photographie : Ari Kristinsson
- Montage : Sigvaldi J. Kárason, Tomás Potocný et Anders Refn
- Production : Friðrik Þór Friðriksson et Gudrun Edda Thorhanesdottir
- Société de production : Berserk Films, Filmhuset Produksjoner, Hughrif/Spellbound Productions, Pandora Filmproduktion et Sveriges Television
- Pays :  Islande,  Royaume-Uni,  Norvège,  Allemagne et  Suède
- Genre : Drame
- Durée : 90 minutes
- Dates de sortie : 
  -  Islande : 2010

## Distribution
- Kristbjörg Kjeld : Mamma Gógó
- Hilmir Snær Guðnason : le réalisateur
- Gunnar Eyjólfsson : la mari décédé de Gógó
- Margrét Vilhjálmsdóttir : la femme du réalisateur
- Jóhann Sigurðarson : le directeur de la banque